# Grand Avenue-Newtown (Queens Boulevard Line)
Grand Avenue-Newtown is een station van de metro van New York aan de Queens Boulevard Line in Queens. Het station is geopend in 1936. De lijnen  maken gebruik van dit station.
 ·  ·  ·  ·  ·  ·  ·  ·  · 
Van noord naar zuid:
Forest Hills-71st Avenue · 
67th Avenue · 
63rd Drive-Rego Park · 
Woodhaven Boulevard · 
Grand Avenue-Newtown · 
Elmhurst Avenue · 
Jackson Heights-Roosevelt Avenue · 
65th Street · 
Northern Boulevard · 
46th Street · 
Steinway Street · 
36th Street · 
Queens Plaza · 
Lexington Avenue/59th Street · 
5th Avenue · 
57th Street · 
49th Street · 
Times Square-42nd Street · 
34th Street-Herald Square · 
28th Street · 
23rd Street · 
14th Street-Union Square · 
Eighth Street-New York University · 
Prince Street · 
Canal Street · 
City Hall · 
Cortlandt Street · 
Rector Street · 
Whitehall Street-South Ferry · 
Court Street-Borough Hall · 
Jay Street-MetroTech · 
DeKalb Avenue · 
Atlantic Avenue - Pacific Street · 
Union Street · 
Ninth Street · 
Prospect Avenue · 
25th Street · 
36th Street · 
45th Street · 
53rd Street · 
59th Street · 
Bay Ridge Avenue · 
77th Street · 
86th Street · 
Bay Ridge-95th Street